# Opuntia chlorotica
Opuntia chlorotica är en kaktusväxtart som beskrevs av Georg George Engelmann och J.M. Bigelow. Opuntia chlorotica ingår i släktet fikonkaktusar, och familjen kaktusväxter. Inga underarter finns listade i Catalogue of Life.

## Bildgalleri

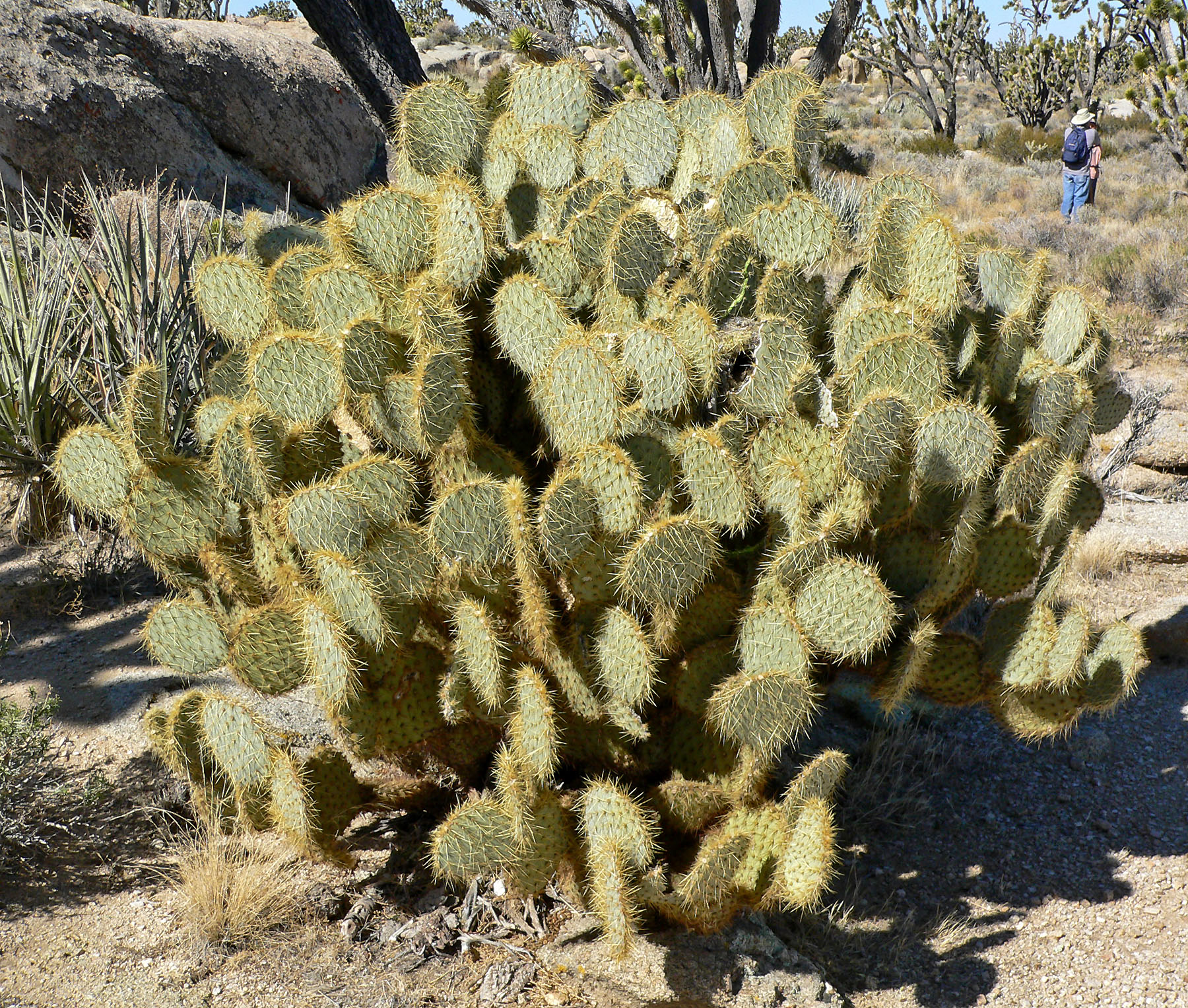
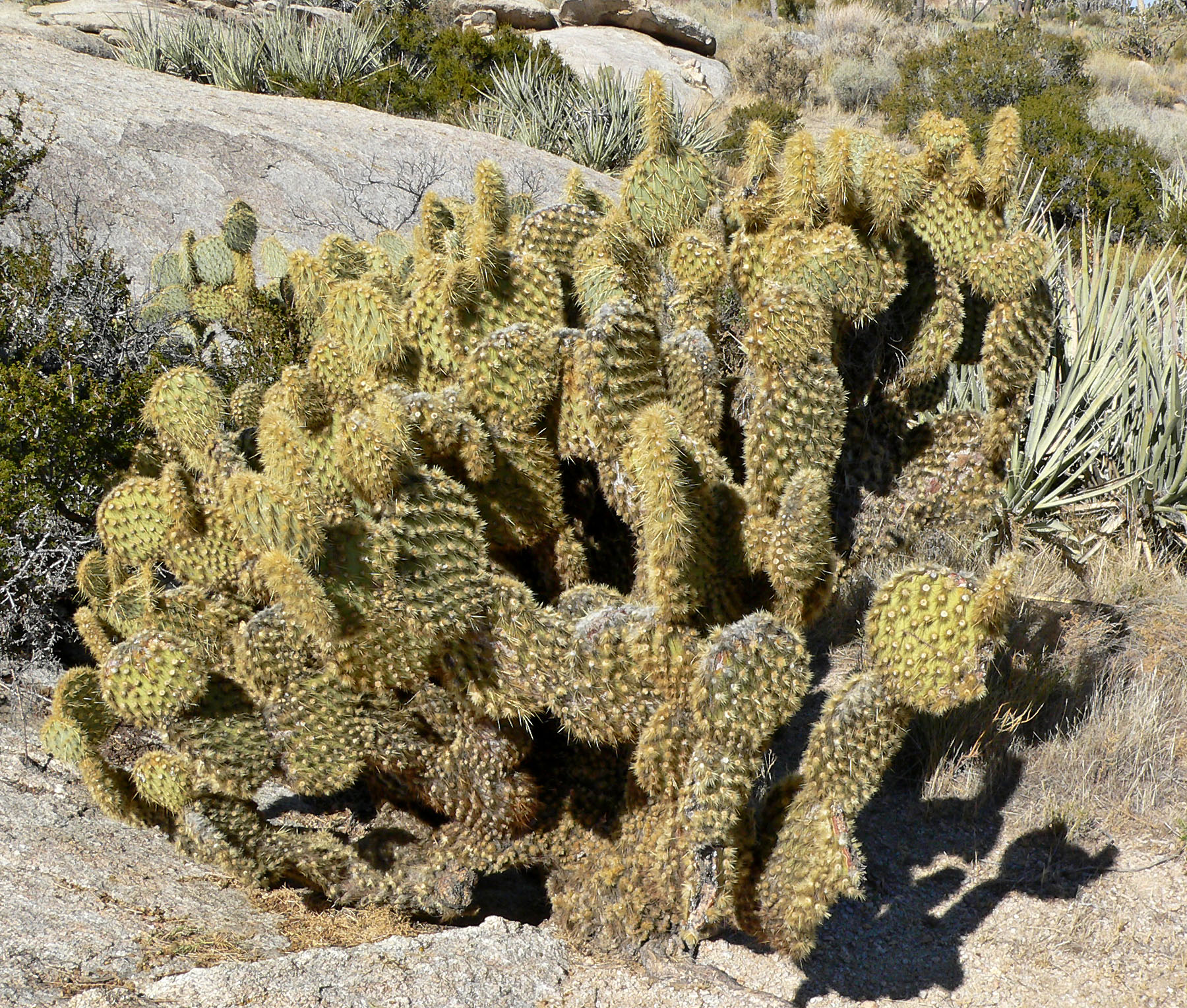
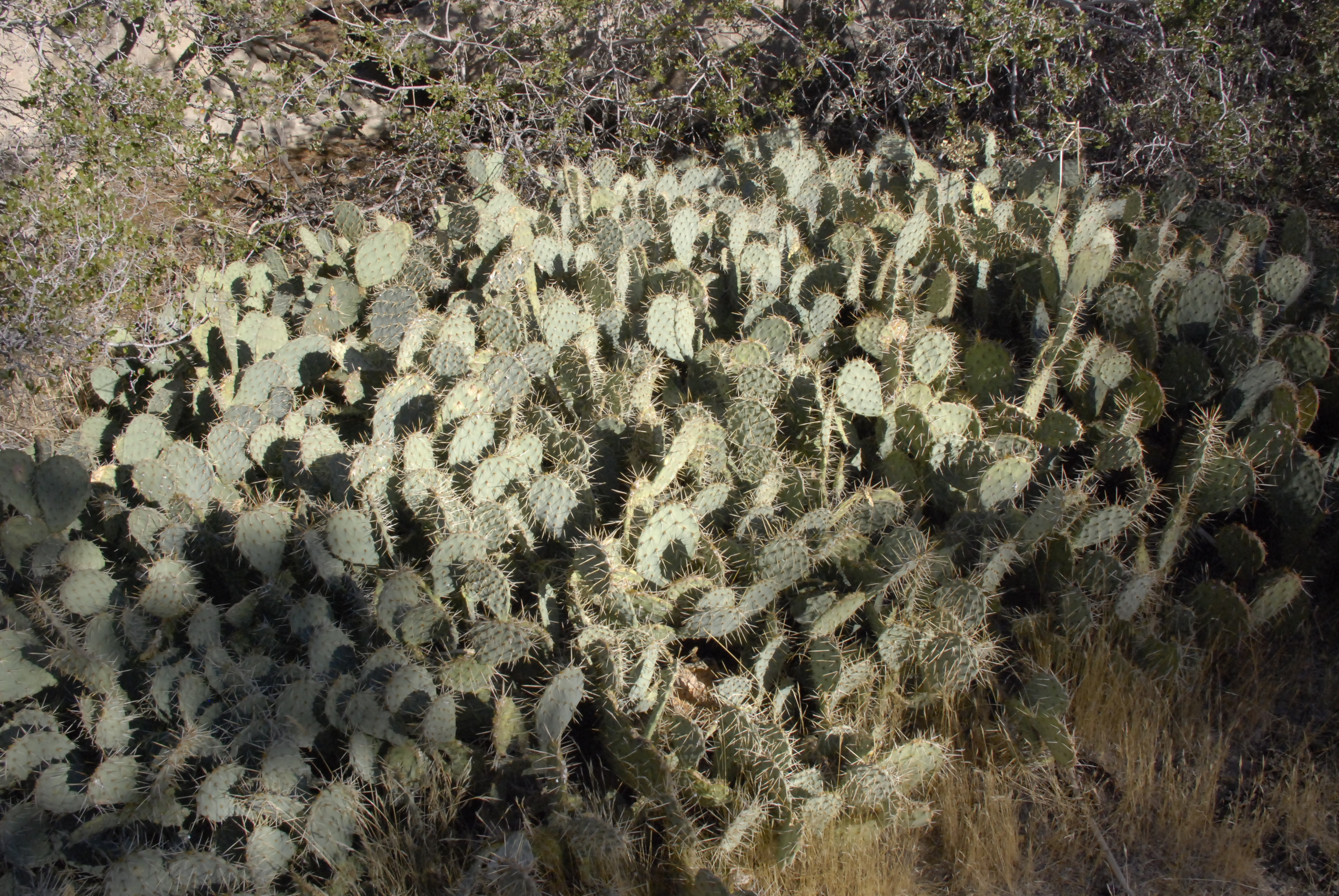
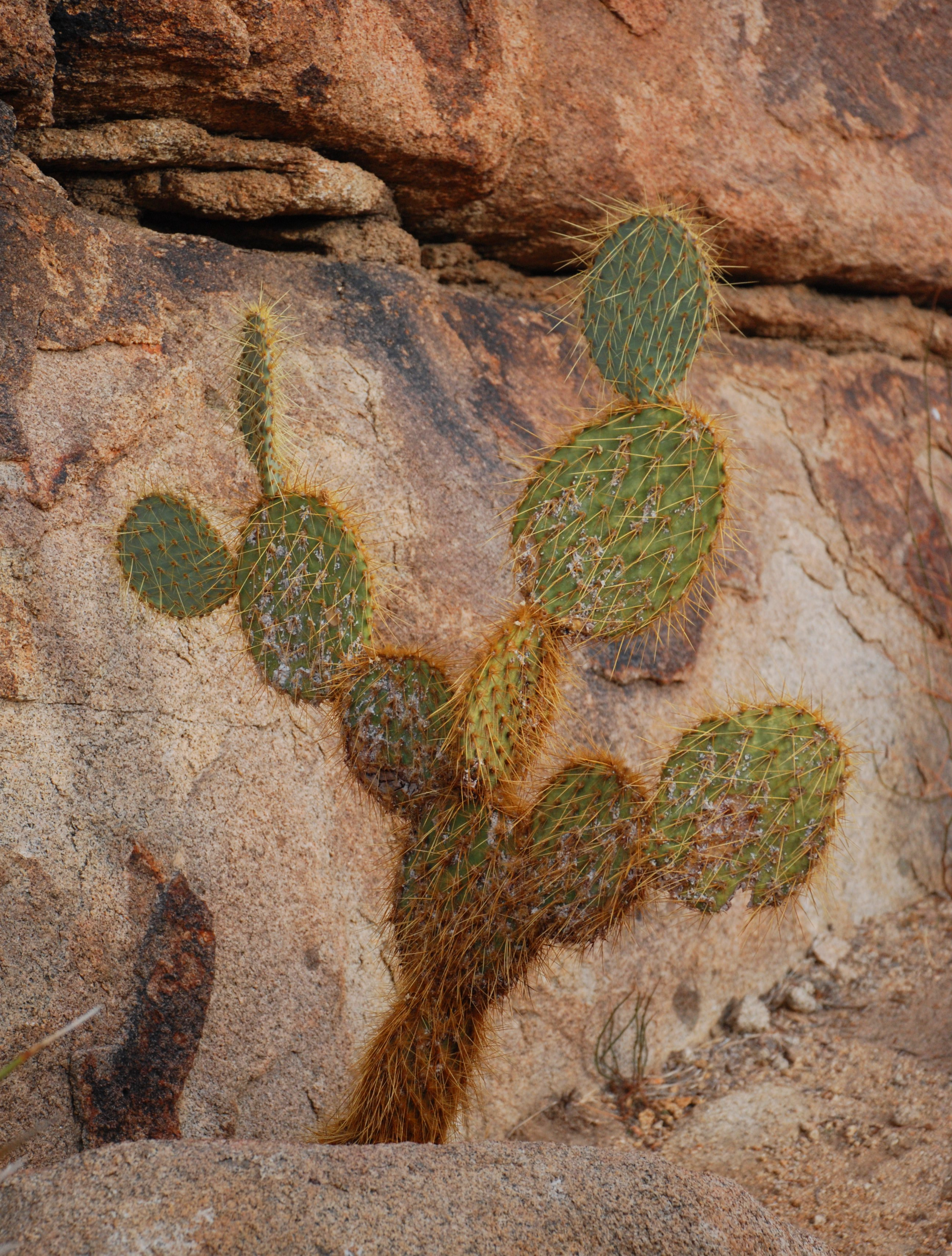
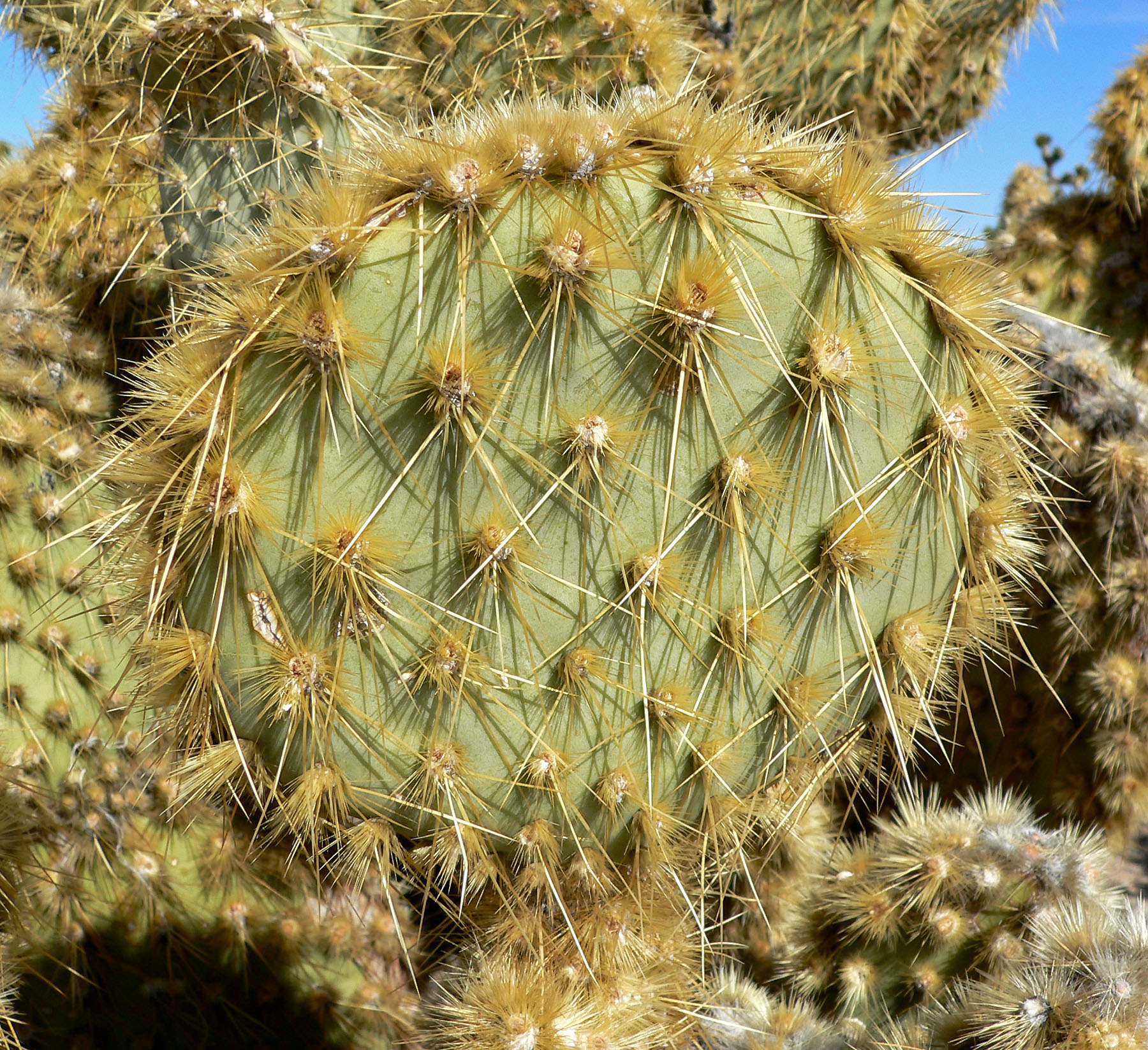
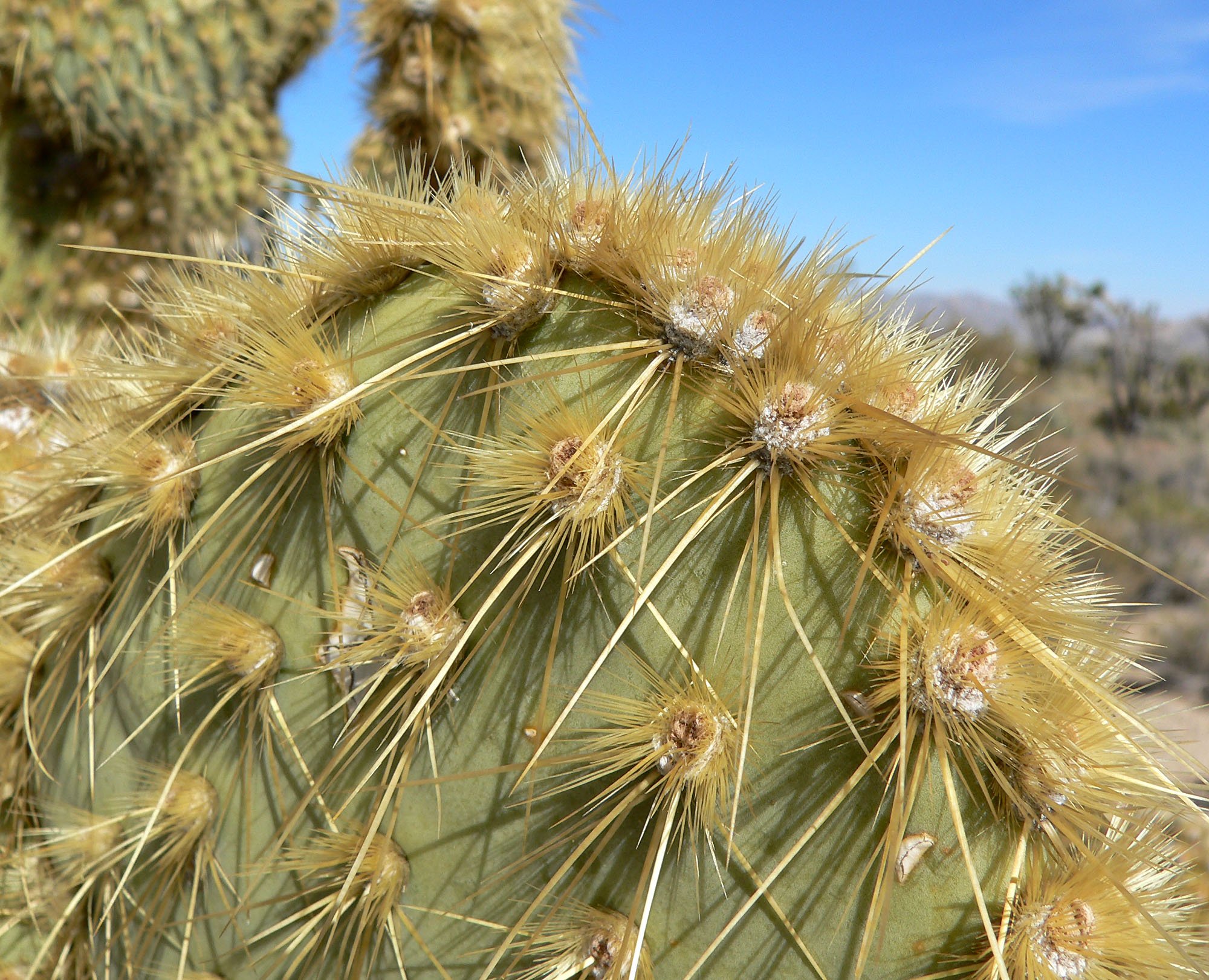